# 栃木県道74号塩谷喜連川線
栃木県道74号塩谷喜連川線（とちぎけんどう74ごう しおやきつれがわせん）は、栃木県塩谷郡塩谷町からさくら市に至る県道（主要地方道）である。

## 概要
塩谷町南部の大宮地区から東へ向かい、矢板市南部の片岡地区で国道4号を越え、南東に下りてさくら市喜連川地区に向かう道路である。JR片岡駅付近では県道30号との重複区間が存在しており、この区間ではJR宇都宮線（東北本線）の踏切が存在する上に道幅も十分確保されていない。

### 路線データ
- 総延長：16.838 km[要出典]
- 実延長：16.701 km[要出典]
- 起点：栃木県塩谷郡塩谷町大字大宮（大宮上交差点 = 栃木県道63号藤原宇都宮線交点）
- 終点：栃木県さくら市喜連川（旭町交差点 = 国道293号交点）
- 認定：1994年（平成6年）4月1日

## 歴史
- 1961年（昭和36年）4月1日 - 一般県道乙幡喜連川線、大宮木幡線、田所片岡線が認定される。[要出典]
- 1993年（平成5年）5月11日 - 建設省から、県道大宮木幡線の一部・県道田所片岡線・県道乙畑矢板線の一部・県道乙畑喜連川線が塩谷喜連川線として主要地方道に指定される[1]。
- 1994年（平成6年）4月1日 - 路線再編により、大宮木幡線の大宮 - 田所間、田所片岡線全線、乙幡喜連川線全線が統合され、主要地方道塩谷喜連川線として再認定される。

## 路線状況

### 重複区間
- 栃木県道30号矢板那須線（矢板市片岡 - 矢板市乙畑）
- 栃木県道114号佐久山喜連川線（さくら市喜連川・台町交差点 - 本町交差点）

## 地理

### 通過する自治体
- 塩谷郡塩谷町
- 矢板市
- さくら市

### 交差する道路
- 栃木県道63号藤原宇都宮線（起点）塩谷郡塩谷町大字大宮
- 栃木県道63号藤原宇都宮線 バイパス（塩谷郡塩谷町大字大宮）
- 栃木県道242号矢板塩谷線（塩谷郡塩谷町田所）
- 栃木県道30号矢板那須線 バイパス（矢板市石関）
- 栃木県道30号矢板那須線（矢板市片岡）
- 栃木県道30号矢板那須線（矢板市乙畑）
- 栃木県道161号下河戸片岡線（矢板市片岡）
- 国道4号（矢板市片岡交差点）
- 栃木県道48号大田原氏家線（さくら市鷲宿梶内交差点）
- 栃木県道114号佐久山喜連川線（さくら市喜連川・台町交差点）
- 栃木県道167号蛭田喜連川線（さくら市喜連川・仲町交差点）
- 栃木県道114号佐久山喜連川線（さくら市喜連川・本町交差点）
- 国道293号（終点）